# 乌塔·波雷恰努
乌塔·波雷恰努（羅馬尼亞語：Uta Poreceanu，1936年11月13日—2018年1月27日），生于布拉索夫，罗马尼亚女子竞技体操运动员。她曾代表罗马尼亚获得1960年夏季奥运会体操比赛女子团体全能铜牌。